# Barthélémy-Louis-Charles Rolland de Chambaudoin d'Erceville
Barthélémy-Louis-Charles Rolland, comte de Chambaudoin d'Erceville (14 août 1772 à Erceville au château de Chambaudoin - 24 janvier 1845 à Paris), est un général et homme politique français.

## Biographie
Fils du président Rolland, il se préparait à entrer aux Gardes-françaises quand ce corps fut licencié. 
Après avoir reçu le brevet de sous-lieutenant le 14 juin 1790, il émigra, fit la campagne de 1792 à l'armée des princes, et passa ensuite plusieurs années en Suisse et en Allemagne en s'occupant de peinture. 
Rentré en France en juillet 1795, il devint, en 1810, maire de Machault et conseiller général, applaudit au retour des Bourbon, et entra, le 5 juillet 1814, dans les chevau-légers de la garde royale avec le grade de chef d'escadron; colonel le 14 février 1815, il devint, le 17 janvier 1816, grand-prévôt de Seine-et-Marne. 
Président du collège électoral de département, il fut successivement élu député de ce département, le 13 novembre 1820, puis, le 13 novembre 1822, et le 25 février 1824. 
Rapporteur de la commission du budget en 1824, secrétaire de la Chambre en 1825, il vota constamment avec la majorité et approuva toutes les mesures d'exception. 
Promu, le 23 mai 1825, maréchal de camp et gentilhomme de la chambre du roi, officier de la Légion d'honneur en 1826 , il échoua à la députation, le 17 novembre 1827. 
Il resta conseiller général jusqu'en 1830, donna alors sa démission, et rentra dans la vie privée.

## Sources
- « Barthélémy-Louis-Charles Rolland de Chambaudoin d'Erceville », dans Adolphe Robert et Gaston Cougny, Dictionnaire des parlementaires français, Edgar Bourloton, 1889-1891 [détail de l’édition]